# دوچرخه‌سواری در المپیک تابستانی ۱۹۸۰
دوچرخه‌سواری در بازی‌های المپیک تابستانی ۱۹۸۰ نام رویداد ورزش دوچرخه‌سواری در بازی‌های المپیک تابستانی بود که در سال ۱۹۸۰ برگزار شد. این مسابقات در دو بخش دوچرخه‌سواری پیست و دوچرخه‌سواری جاده در مسکو، اتحاد جماهیر شوروی برگزار شد. این مسابقات از شش بخش تشکیل شده بود که فقط برای مردان بود.

## نتایج

### جاده
| رویداد             | طلا                                                                             | نقره                                                                           | برنز                                                                             |
| رقابت انفرادی جاده | سرگئی ساخوراچنکوف · اتحاد شوروی                                                 | چسواف لانگ · لهستان                                                            | یوری بارینوف · اتحاد شوروی                                                       |
| تایم تریل تیمی     | اتحاد شوروی (URS) · یوری کاشیرین · اولگ لوگوین · سرگئی شلپاکوف · آناتولی یارکین | آلمان شرقی (GDR) · فالک بودن · برند دروگان · الاف لودویگ · هانس-یوآخیم هارتنیک | چکسلواکی (TCH) · میخال کلاسا · ولاستیبور کونچنی · آلیپی کوستادینوف · ییژی اشکودا |

### پیست
| رویداد              | طلا | نقره                                                                             | برنز                                                                    |
| تعقیبی انفرادی      | رابرت دیل-بوندی · سوئیس                                                                                 | آلن بوندو · فرانسه                                                               | هانس-هنریک اورستد · دانمارک                                             |
| تعقیبی تیمی         | اتحاد شوروی (URS) · ویکتور ماناکوف · والری مفچان · ولادیمیر اوسوکین · وینالی پتراکوف · الکساندر کراسنوف | آلمان شرقی (GDR) · گرالد مورتاگ · اووه اونتروالدر · ماتیاس ویگاند · فولکر وینکلر | چکسلواکی (TCH) · تئودور چرنی · مارتین پنس · ییژی پوکورنی · ایگور اسلاما |
| اسپرینت             | لوتس هسلیش · آلمان شرقی                                                                                 | یاوه کائار · فرانسه                                                              | سرگئی کوپیلوف · اتحاد شوروی                                             |
| ۱ کیلومتر تایم تریل | لوتار تومس · آلمان شرقی                                                                                 | الکساندر پانفیلوف · اتحاد شوروی                                                  | دیوید ولر · جامائیکا                                                    |

## جدول مدال‌ها
| رتبه | کشور        | طلا | نقره | برنز | مجموع |
| ۱    | اتحاد شوروی | ۳   | ۱    | ۲    | ۶     |
| ۲    | آلمان شرقی  | ۲   | ۲    | ۰    | ۴     |
| ۳    | سوئیس       | ۱   | ۰    | ۰    | ۱     |
| ۴    | فرانسه      | ۰   | ۲    | ۰    | ۲     |
| ۵    | لهستان      | ۰   | ۱    | ۰    | ۱     |
| ۶    | چکسلواکی    | ۰   | ۰    | ۲    | ۲     |
| ۷    | دانمارک     | ۰   | ۰    | ۱    | ۱     |
| ۷    | جامائیکا    | ۰   | ۰    | ۱    | ۱     |